# Gelasma melancholica
Gelasma melancholica là một loài bướm đêm trong họ Geometridae.